# Sandy Kandau
Sandy Kandau (Rheine, 10 oktober 1970) is een Nederlandse zangeres,
actrice en illusioniste. Haar moeder was zangeres. Haar Indonesische vader speelde gitaar in de band &Joy.

## Biografie
In 1986 debuteerde Sandy Kandau als zangeres.
Met de zanger "Frank Ferrari"
 ging ze op tournee door Duitsland. Gedurende het einde van de jaren 80 en het begin van de jaren 90 werden met name in Duitsland drie singles uitgebracht onder de naam Sandy Rachel. In dezelfde tijd speelde ze in Cats als "Rumpelteazer".
In 1992 trad Kandau toe tot de "Frogettes", de achtergrondzangeressen van René Froger, en zong ze een duet met hem tijdens zijn concerten in Ahoy te Rotterdam. In 1994 zong en danste ze bij het achtergrondkoor van Candy Dulfer tijdens haar "Sax-A-Go-Go" tournee in onder andere Japan en de Verenigde Staten. In datzelfde jaar bracht ze het album "Nice to meet ya" uit en in Japan de single "Make it real".
Ze werkte als VJ bij de Nederlandse muziekzender TMF, waar zij onder andere gastpresentaties verzorgde bij "Sylvana's Soul". In 1996 ging Kandau verder als solo-zangeres, en stapte uit de "Frogettes". Ze speelde een rol als Assepoester in de Efteling Sprookjesshow,
 die een wereld award won. In het jaar 2000 was ze met de compositie "One step closer" een van de deelnemers aan het Nationale Songfestival.
Tussen 2000 en 2002 vertolkte Kandau een van de hoofdrollen tijdens de Dinnershows van Frank Wentink. In het seizoen 2004-2005 acteerde ze in de musical "De Munk Live" van Danny de Munk, en was ze tijdelijk te zien in de TV-Serie Onderweg naar morgen (2004).
Vanaf 2008 treedt Sandy Kandau op met haar "Quick Change" acts, een wat klassieke show genaamd La Voix Magique en het modernere La Voix Changez. Deze shows bevatten tevens illusies, waarmee Sandy zo nu en dan het voorprogramma van Hans Klok verzorgt.
In 2012 speelde ze in de film Sint & Diego: de magische bron van Myra de rol van Elite Piet Esperanza.

## Filmografie

### Televisie
- Presentatie TMF: Sylvana's Soul (1997-1998)
- ONM gastrol (voor 6 weken - 2004)

### Theater
- LIVE in Ahoy 2011 (duetten met Frans Bauer - Le medley changez).[9]

### Film
- The Video (gastoptreden in documentaire over René Froger - uitgebracht op VHS Video en in beperkte oplage op Video CD 1994)
- Sint & Diego: De Magische Bron van Myra (2012) - Elite Piet Esperanza

### Stemactrice
- Assepoester (2009) als vertelster (in het Sprookjesbos van de Efteling)

## Discografie
- Stranger at night/Via Satellite (vinyl single 1988 - alleen in Duitsland uitgebracht onder de naam Sandy Rachel)
- You/Don't tell me it's wrong (vinyl single 1989 - alleen in Duitsland uitgebracht onder de naam Sandy Rachel)
- Not the jealous kind/Stranger (vinyl single 1990 - alleen in Nederland uitgebracht onder de naam Sandy Rachel)
- Feel the bass (vinyl maxi-single 1992 - gastvocalen op single van "Flashback" onder de naam Sandy Kandou)
- No doubt about it (4 track cd-single 1992 - onder de naam Sandy Kandou)
- Love hurts/You are everything (duet op album "The power of passion" - René Froger 1993)
- This is the night (2 track cd-single 1993)
- Nice to meet ya (album 1994)
- The girl of your dreams (2 track cd-single 1994)
- Nice to meet ya (2 track cd-single 1994)
- Young hearts run free (2 track & 3 track cd-single 1995 / 12" vinyl Maxi Single 1995)
- Make it Real (2 track cd-single 1995 - alleen in Japan uitgebracht)
- Nice to meet ya (album 1995 - Japanse Editie met Bonus Tracks: Love hurts/You are everything - Duet met René Froger + Young hearts run free - Party Mix)
- One step closer (2 track cd-single 2000)
- The best in me (2 track cd-single 2001)
- A little bit more (2 track & 3 track cd-single 2007)
- Ik laat hem (single 2010)[10]
- Of hij water ziet branden (single 2010)
- Schrikdraad (single 2011)
- Pieten voor de Sint – (album "Coolste Hits 3" - duet met Diego als Elite Piet Esperanza - 2012)
- Holland's Got Talent - halve finale (7 dec. 2013)[11] of zie La Voix Changez[12]

### Hitlijsten
| Single met eventuele hitnotering(en) in de Nederlandse Top 40 | Datum van verschijnen | Datum van binnenkomst | Hoogste positie | Aantal weken | Opmerkingen |
| ------------------------------------------------------------- | --------------------- | --------------------- | --------------- | ------------ | ----------- |
| This Is The Night                                             | 1993                  |                       | tip2            |              |             |
| Nice To Meet Ya                                               | 1994                  |                       | tip10           |              |             |
| The Girl Of Your Dreams                                       | 1994                  |                       | tip4            |              |             |
| Young Hearts Run Free (Party Mix)                             | 1995                  | 01-04-1995            | 27              | 6            |             |